# Start (Louisiane)
Pour les articles homonymes, voir Start.
Start est une census-designated place de la paroisse de Richland, en Louisiane, aux États-Unis. 